# Подолякін Євген Володимирович
Євге́н Володи́мирович Подоля́кін (нар. 1946) — український тренер, почесний член спортивного товариства «Динамо».
Тренує вихованців по дзюдо, Ворошиловський район Донецька, «Пожежка». В часі окупації Донецька російсько-терористичними військами лишився в Донецьку, продовжив проводити тренування.

## Серед його вихованців
- Яків Хаммо